# San Teodoro (Szicília)
San Teodoro település Olaszországban, Szicília régióban, Messina megyében. Lakosainak száma 1238 fő (2023. január 1.). San Teodoro Cesarò és Troina községekkel határos.

## Népesség
A település lakossága az elmúlt években az alábbi módon változott:

| 2018 | 1 360 |
| 2023 | 1 238 |